# 더 헌팅 (1963년 영화)
《더 헌팅》(영어: The Haunting)은 영국에서 제작된 1963년 초자연 공포 영화이다. 로버트 와이즈가 연출과 제작을 맡았다. 셜리 잭슨의 소설 “힐 하우스의 유령”(The Haunting of Hill House)을 원작으로 넬슨 기딩이 각본을 썼다. 줄리 해리스, 클레어 블룸 등이 출연하였다.
1999년 동명 리메이크 영화가 개봉하였다.
역대 최고의 공포 영화 중 하나로 꼽히고 있으며, 2010년 가디언은 역대 최고의 공포 영화 목록을 선정하며 이 영화를 13위에 올렸다. 마틴 스코세이지가 뽑은 “가장 무서운 영화 11편” 중 하나이기도 하다.

## 줄거리
영화는 매사추세츠주에 위치했으며 90년 된 힐 하우스의 기괴한 역사를 소개하며 시작된다. 이 집은 휴 크레인이 아내를 위해 지었지만, 아내는 집을 처음 방문하기 위해 이동하던 중 마차가 나무에 충돌하는 사고로 사망하였다. 재혼한 두 번째 아내 역시 집 계단에서 추락해 목숨을 잃었다. 크레인의 딸 애비게일은 평생 아이방에서 살다가 간호사를 찾던 중 죽었고, 집을 물려받은 간호사는 도서관의 나선형 계단에서 목매어 자살하였다. 이후 집은 간호사의 먼 친척인 새너슨 부인에게 상속되었지만, 한동안 비어있는 채로 유지되고 있다.
초자연 현상을 연구하는 존 마크웨이 박사는 힐 하우스에서 벌어지는 기이한 현상을 조사하기 위해 사람들을 초대한다. 새너슨 부인의 요청으로 후계자 루크 새너슨이 참여하고, 추가로 심령술사 시어도라 “시오”와 어릴 적부터 폴터가이스트 현상을 겪었던 엘리너 “넬” 랜스가 합류한다. 엘리너는 병약한 어머니를 돌보아 왔으며 어머니의 죽음으로 죄책감에 시달린다.
이들은 뒤틀린 각도로 지어져 원근법이 중심에서 벗어난 벽과 저절로 열리고 닫히는 문을 발견한다. 첫날 밤 엘리너와 시오는 문을 두드리는 소리와 섬뜩한 웃음소리에 공포를 느끼지만, 루크와 박사는 아무 소리도 듣지 못한다. 다음 날 아침 벽에서 “도와줘 엘리너 집으로 돌아와”라는 글귀가 발견되고, 엘리너는 동요한다. 일행은 집을 탐험하다가 나병 환자들을 치유하는 아시시의 성 프란치스코(Saint François d'Assise) 대리석상을 발견하는데, 환자들은 힐 하우스에 살았던 사람들, 그리고 현재 일행과 닮아 보인다.
박사, 루크, 시오는 도서관을 조사하지만 엘리너는 심한 거부 반응이 나타나 들어가지 못한다. 엘리너는 베란다에서 도서관 탑을 보던 중 현기증을 느끼고, 마침 그런 엘리너를 박사가 붙잡는다. 박사는 엘리너를 돌려보낼 것을 고민하지만 엘리너는 이를 거부한다. 박사는 아이방 밖에서 냉기를 감지한다. 이 모든 일에도 불구하고 엘리너는 힐 하우스에 강한 끌림을 느낀다. 
그날 밤 박사의 제안으로 시오가 엘리너의 방으로 옮겨 같이 잠을 자게 된다. 엘리너는 남자 목소리와 여자 웃음소리에 깨어나 시오의 손을 잡지만 후에 자신이 잡았던 것이 시오의 손이 아니었음을 깨닫는다. 다음 날 시오는 박사를 향한 엘리너의 감정을 지적하고, 이에 엘리너는 시오의 초능력과 엘리너 자신에게 이끌리고 있는 동성애 성향을 “부자연스럽다”고 비난한다. 박사의 회의적인 아내 그레이스가 합류하자 박사가 유부남인지 몰랐던 엘리너는 실망한다.
그레이스는 박사가 모든 소동의 중심이라며 반대함에도 아이방에 머물기로 한다. 그날 밤 무언가 거실로 침입하려고 거실 문을 부수려고 소음을 내고, 이어 같은 소음이 아이방에서 들린다. 박사와 엘리너는 각자 다른 출구를 통해 거실을 빠져나간다. 엘리너는 불안정한 상태로 도서관의 나선형 계단을 오른다. 계단통은 벽에서 떨어져 나오는 중이고, 박사는 엘리너가 계단에서 내려오게 하려고 설득을 시도한다. 계단 꼭대기에서 엘리너는 자신의 위에 있는 그레이스를 보고 추락해 죽을 뻔한다. 박사가 엘리너를 붙잡아 구하고, 다른 사람들은 엘리너의 말을 믿지 않는다.
박사는 엘리너를 내보내려고 하지만 엘리너는 이 집이 자신을 원하고 있다면서 남겠다고 애원한다. 엘리너는 자신이 이 집을 떠나면 그레이스가 그 자리를 대신할 것이라고 생각한다. 엘리너가 차를 몰고 정문을 향하던 중 운전대가 저절로 돌아가고, 엘리너는 보이지 않는 어떤 힘에 굴복한다. 갑자기 여성의 형체가 차 앞에 나타나고 엘리너는 나무에 부딪혀 사망한다.
박사 일행이 사고 현장에 도착한 뒤 여성의 형체는 그레이스로 드러난다. 그레이스는 두려움 속에서 박사를 찾으려 했지만 집이 자신을 자꾸 길을 잃게 만들었다고 말한다. 그레이스는 자신이 다락방에 당도했을 때 엘리너가 뚜껑문 출입구를 통해 자신을 보았으며, 자신이 어떻게 밖으로 나오게 됐는지는 알 수가 없다고 말한다.
루크는 엘리너가 고의로 나무를 향해 차를 몰았다고 하지만, 박사는 무언가 엘리너와 함께 차에 있었다고 주장한다. 박사는 엘리너를 죽게 만든 나무가 바로 휴 크레인의 아내가 죽었던 나무라고 지적한다. 시오는 엘리너가 본인이 원하던 대로 이 집에 머물게 된 셈이라고 말한다. 초자연적인 힘을 믿게 된 루크는 집을 불태우고 땅에 소금을 뿌려야 한다고 말한다.

## 출연진
- 줄리 해리스
- 클레어 블룸
- 리처드 존슨
- 러스 탬블린
- 페이 콤프턴
- 로절리 크러츨리
- 로이스 맥스웰
- 밸런타인 다이얼
- 다이앤 클레어
- 로널드 애덤
- 폴 맥스웰

## 기타 제작진
- 협력 제작: 데니스 존슨
- 배역: 아이린 하워드
- 미술: 엘리엇 스콧
- 의상: 메리 퀀트